# Lester (Virginie-Occidentale)
Pour les articles homonymes, voir Lester.
Lester est une ville américaine située dans le comté de Raleigh en Virginie-Occidentale.
Selon le recensement de 2010, Lester compte 348 habitants. La municipalité s'étend sur 0,50 milles carrés (1,29 km2).
La ville doit son nom à l'un de ses premiers habitants, Champ Lester,. Elle devient une municipalité en 1910.